# 3 Headed Goat
«3 Headed Goat» — сингл американського репера Lil Durk із його п'ятого студійного альбому Just Cause Y'all Waited 2 (2020), виданий 7 травня 2020 року, за день до виходу релізу.

## Опис
Дерк пояснив Apple Music, як виник задум пісні й чому він вирішив включити Polo G: «Ми були з Lil Baby в студії і не завершили пісню. Тож вона була у мене на жорсткому диску. І мій жорсткий диск зламався. Я не мав жодних сесій, тільки [те, що я записав] на телефон, також трохи грав поставлений біт. І тоді я просто вирішив, Polo G зараз лютує. Я повинен додати Polo туди». У пісні репери об'єднуються в «триголового G.O.A.T.» (абревіатура від «Greatest of All Time» — укр. «Найкращий з усіх часів»). Щоб відсвяткувати пісню та свій другий студійний альбом The Goat, виданий 15 травня 2020 року, Polo G придбав собі діамантовий виріб «Триголовий козел».
Ерон Вільямс з Uproxx відзначив, що в композиції три репери «виголошують агресивні куплети під басовий, високошвидкісний біт». Lil Baby виконує приспів, у той час як Дерк і Polo наповнюють свої куплети «кастетними панчлайнами».

## Комерційний вислід
У тиждень 23 травня 2020 року «3 Headed Goat» дебютував на 43-й сходинці чарту Billboard Hot 100. Він протримався в чарті 16 тижнів. Сингл був найуспішнішою піснею Дерка в чартах до виходу «Laugh Now Cry Later» Дрейка в серпні 2020 року.

## Відеокліп
Кліп вийшов 25 червня 2020 року в один день із релізом делюкс-видання Just Cause Y'all Waited 2. Режисер: Коул Беннетт, прем'єра сталася на його YouTube-каналі Lyrical Lemonade. У відео артисти перебувають усередині й за межами складу, де вони мають справу з великими сумами грошей. Дерк стоїть біля триголового козла, зробленого із CGI, який, за словами Джона Павелла з Revolt, є імовірним натяком на «поточний статус реперів у вищих ешелонах хіпхопу». За перші 90 хвилин відео зібрало понад 500 тис. переглядів.

## Чартові позиції
| Чарт (2020)                             | Найвища позиція |
| --------------------------------------- | --------------- |
| Канада (Canadian Hot 100)               | 77              |
| New Zealand Hot Singles (RMNZ)          | 38              |
| США (Billboard Hot 100)                 | 43              |
| США (Hot R&B/Hip-Hop Songs) (Billboard) | 15              |
| США (Rolling Stone Top 100)             | 13              |

| Чарт (2020)                             | Позиція |
| --------------------------------------- | ------- |
| США (Hot R&B/Hip-Hop Songs) (Billboard) | 70      |

## Сертифікації
| Регіон                                                      | Сертифікація | Продажі   |
| ----------------------------------------------------------- | ------------ | --------- |
| Нова Зеландія (RIANZ)                                       | Золотий      | 15 000    |
| Велика Британія (BPI)                                       | Срібний      | 200 000   |
| США (RIAA)                                                  | Платиновий   | 1 000 000 |
| продажі+прослуховування, що базуються лише на сертифікаціях |              |           |